# Міжнародний фестиваль української ретро-музики імені Богдана Весоловського
Міжнародний фестиваль української ретро-музики імені Богдана Весоловського — щорічний міжнародний фестиваль ретро-музики на честь українського пісняра та композитора Богдана Весоловського.

## Історія
У 2015 році був започаткований щорічний Міжнародний фестиваль української ретро-музики імені Богдана Весоловського. Перший фестиваль пройшов у Львові. Відкриття фестивалю відбулось 29 травня в Музеї етнографії та народного промислу ІН НАН України. Фестиваль завершився двома гала-концертами: 1 червня у Львівській Опері та 3 червня у Київському театрі оперети.
Другий Міжнародний фестиваль української ретро-музики імені Богдана Веселовського пройшов у два етапи. 6 червня у Львівській філармонії відбувся концерт «Мрійлива ніч, а 26-27 серпня 2017 року у Полтаві відбувся конкурс молодих виконавців та гала-концерт переможців .
Третій Міжнародний фестиваль української ретро-музики імені Богдана Весоловського відбувся 26 серпня 2018 року в Одеському національному академічному театрі опери та балету.
Четвертий Міжнародний фестиваль української ретро-музики імені Богдана Весоловського відбувся у Києві 4-5 вересня 2019. В рамках фестивалю відбувся конкурс молодих виконавців і гала-концерт, серед учасників якого - Вікторія Лукянець та гурт "Шпилясті кобзарі"
П'ятий Міжнародний фестиваль української ретро-музики імені Богдана Весоловського через пандемію коронавірусу було проведено в режимі онлайн: Ігор Осташ був у Бейруті, Римма Зюбіна в Ужгороді.